# Кузнецкий мост (Псков)
Кузнецкий мост — автодорожный мост через реку Пскову, расположенный на Кузнецкой улице в городе в Пскове, соединяет центр Пскова с городским районом Запсковье в створе улиц Кузнецкой и Индустриальной.

## История
Мост на этом месте известен с XVI века, когда он носил название Михайловский по названию близлежащей Михайловской башни крепостной стены. С появлением Кузнецкой улицы мост был переименован.
Изначально Кузнецкий мост был деревянным и требовал постоянных ремонтов и перестроек. Из-за плохого технического состояния он даже не всегда отображался на планах города (например, отсутствует на планах Пскова XVIII века и 1821 года), однако был указан на плане 1889 года. В начале XX века местный купец Б. И. Гейер построил более основательный мост и взимал плату за проезд по нему для покрытия расходов на строительство. Однако в период ледохода деревянная конструкция моста часто разрушалась, а убытки покрывались из бюджета земства.
Во время Великой Отечественной войны Кузнецкий мост был разрушен, и жители Пскова пользовались временными мостиками или переходили реку вброд. Деревянный Кузнецкий мост был восстановлен в конце 1950-х годов.

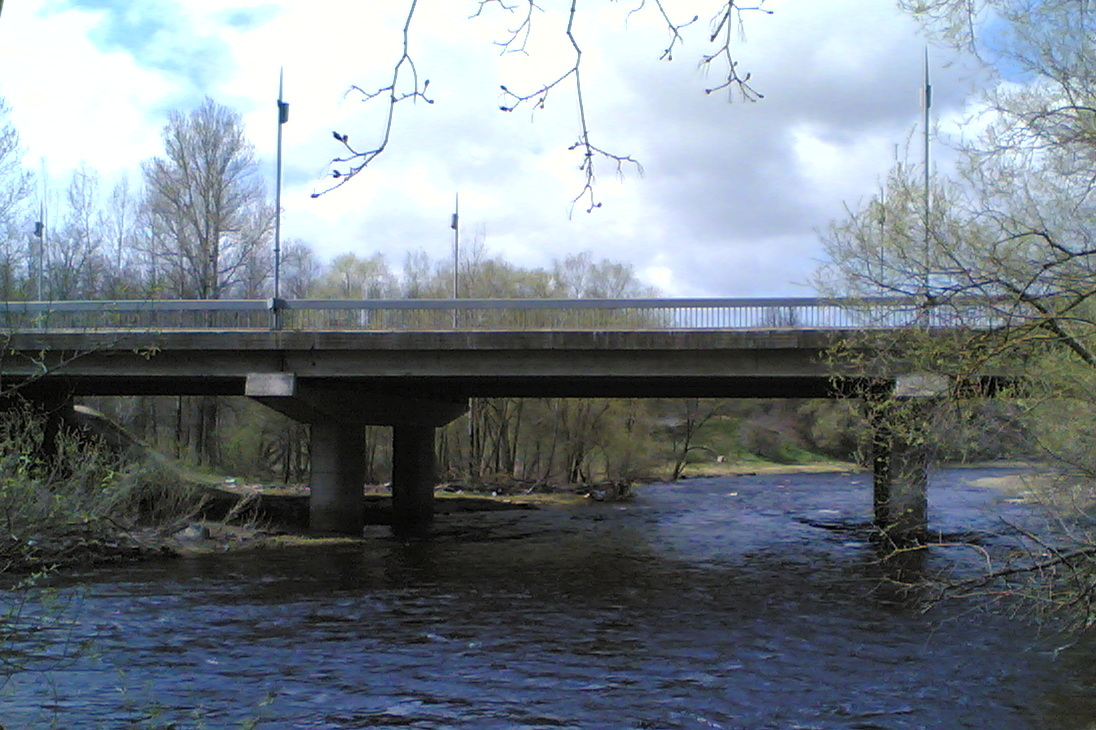
Кузнецкий мост через Пскову, 2014 год

В 1978 году был разработан технический проект нового моста, и в 1981 году на месте старого деревянного моста был построен современный железобетонный балочный трёхпролетный мост. Работы были выполнены Мостоотрядом № 48. До 1986 года мост не имел названия и был известен как «автодорожный мост на Кузнецкой улице». Официальное название «Кузнецкий» было присвоено решением Псковского горисполкома 10 сентября 1986 года.
В октябре 2014 года Управление городского хозяйства Пскова объявило аукцион на выполнение работ по ремонту правобережного конуса Кузнецкого моста. Максимальная цена контракта составила 1 млн 998 тыс. 567 рублей. Аукцион планировалось провести 27 октября 2014 года, а срок выполнения работ составлял 10 дней с момента заключения муниципального договора.